# 양면 공격

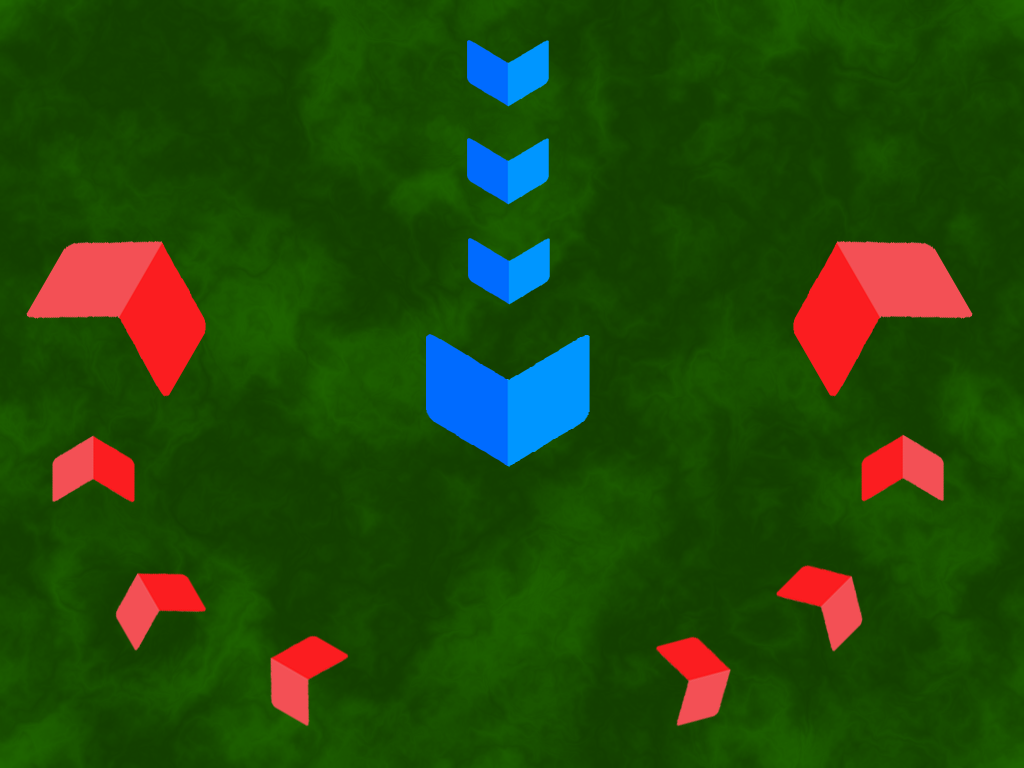
붉은색 군대가 전진하는 푸른색 군대를 감싸는 양면 공격을 나타낸 그림.

양면 공격, 협공은 병력이 적 대형의 양쪽 측면을 동시에 공격하는 기동전이다. 이 고전적인 기동전은 전쟁의 역사를 통틀어 중요했다.
협공은 일반적으로 적군이 외부 병력을 적의 측면으로 이동하여 포위하는 방식으로 대응하는 군대의 중앙을 향해 전진할 때 발생한다.

## 같이 보기
- 포위